# بيكي بلايندرز (الموسم 1)
عُرض الموسم الأول من مسلسل الحقبة ودراما الجريمة التلفزيوني البريطاني بيكي بلايندرز علي قناة بي بي سي تو كل خميس بدءًا من 12 سبتمبر 2013 وحتي 17 أكتوبر 2013 وتكون من 6 حلقات. تدور أحداث الموسم الأول حول زعيم عصابة البيكي بلايندرز توماس شيلبي وما يواجهه من تحديات كثيرة، مثل المفتش كامبل الذي يُكلف باستعادة الأسلحة المسروقة من تومي وبقمع الجريمة من مدينة برمنغهام.

## الممثلين والشخصيات

### الشخصيات الرئيسية
- كيليان مورفي في دور توماس "تومي" شيلبي
- سام نيل في دور رئيس المفتشين/الرائد تشيستر كامبل
- هيلين ماكروري في دور إليزابيث بوليانا "بولي" غراي
- بول أندرسون في دور آرثر شيلبي جونيور
- أيدو غولدبرغ في دور فريدي ثورن
- أنابيل واليس في دور غريس بورغيس
- صوفي راندل في دور آدا ثورن
- جو كول في دور جون "جوني" شيلبي
- نيد دينيهي في دور تشارلي سترونغ
- تشارلي كريد-مايلز في دور بيلي كيمبر
- بنيامين صفنيا في دور إرميا 'جيمي' جيسوس
- ديفيد داوسون في دور روبرتس
- آندي نيمان في دور ونستون تشرشل
- تومي فلانغان في دور آرثر شيلبي سينيور

### الأدوار المتكررة
- لوبو تشان في دور السيد تشانغ
- نيل بيل في دور هاري فنتون
- صموئيل إدوارد كوك في دور

داني "ويز بانغ" أوين
- توني بيتس في دور الرقيب/المفتش موس
- كيفن ميتكالف في دور سكودبوت
- جيفري بوستليثويت في دور هنري
- ماثيو بوستليثويت في دور نيبر

## الحلقات
| ر. الإجمالي | ر. في الموسم | العنوان  | المخرج       | الكاتب                 | تاريخ العرض الأصلي | عدد المشاهدات في المملكة المتحدة (بالمليون) |
| --- | ------------ | -------- | ------------ | ---------------------- | ------------------ | ------------------------------------------- |
| 1 | 1            | الحلقة 1 | أوتو باثورست | ستيفن نايت             | 12 سبتمبر 2013     | 3.05                                        |
| في عام 1919 بعد الحرب العظمي، تستولي عصابة البيكي بلايندرز، بقيادة توماس "تومي" شيلبي، رقيب أول سابق حاصل علي أوسمة، علي شحنة من الأسلحة من مصنع الأسلحة المحلي. يرسل ونستون تشرشل كبير المفتشين تشيستر كامبل من الشرطة الملكية الأيرلندية إلي برمنغهام لاستعادة الأسلحة. تحث عمة تومي، بولي جراي، تومي علي إعادة الأسلحة، لكنه يشعر أنه يستطيع استخدامها لصالحه. لا يتفق شقيقه آرثر شيلبي معه بشأن التلاعب بسباقات الخيول، معتقدًا أن ذلك سيسبب مشاكل مع بيلي كيمبر الذي يدير السباقات. قام المفتش كامبل ورجاله بإلقاء القبض علي آرثر وضربوه أثناء استعلامهم عن سرقة الأسلاحة. يقترح المفتش كامبل علي آرثر والعصابة العمل معه للعثور علي الأسلحة. تكون أخت تومي آدا شيلبي متورطة مع فريدي ثورن، شيوعي. تبدأ نادلة تُدعي غريس بورغيس العمل في حانة غاريسون، وهي حانة مملوكة لعائلة البيكي بلايندرز. تم وضعها في برمنغهام من قِبل المفتش كامبل للمساعدة في العثور علي الأسلحة. يعاني داني صديق تومي من اضطراب ما بعد الصدمة ويقتل صاحب عمل إيطالي. لتجنب الحرب مع الإيطاليين، يوافق تومي علي قتل داني، ويشهد الإيطاليون ذلك. ومع ذلك، فإن وفاة داني كانت مُزورة ويذهب إلي لندن في مهمة خاصة. |              |          |              |                        |                    |                                             |
| 2 | 2            | الحلقة 2 | أوتو باثورست | ستيفن نايت             | 19 سبتمبر 2013     | 2.45                                        |
| يلتقي تومي، وآرثر، وشقيقهم جون شيلبي مع عصابة رومانيشال المنافسة، عائلة لي، للنظر إلي حصان للسباق التالي. تهين عائلة لي البيكي بلايندرز وينشب قتال. تطلق القوة الخاصة للمفتش كامبل حملة قمع مفاجئة، تستهدف الشيوعيين وتبحث عن الأسلحة. يهرب فريدي وآدا، لكن يتعين علي فريدي مغادرة المدينة. يواجه المفتش كامبل بولي ويهاجم جميع مؤسسات البيكي بلايندر. ردًا علي ذلك، يرتب تومي لمراسل أن يكتب عن حرق صورة الملك، الأمر الذي يدفع تشرشل للضغط علي المفتش كامبل. يلتقي تومي بالمفتش كامبل ويعطيه إنذارًا نهائيًا: إذا تُرك البيكي بلايندرز بمفردهم، فسوف يعيد الأسلحة؛ إذا تدخل المفتش كامبل في خططه، فسيرسل تومي الأسلحة إلي الجيش الجمهوري الأيرلندي ويدمر عمل المفتش كامبل في بلفاست. يوافق المفتش كامبل ولكنه يأمر غريس بالاقتراب من تومي والعثور علي موقع الأسلحة. تدرك بولي أن آدا حامل وتخبر تومي، والذي يهدد بقتل فريدي لكنه يأمره بعد ذلك بأخذ آدا بعيدًا. يتقدم فريدي بدلاً من ذلك لخطبة آدا ويقرر البقاء في المدينة. يواجه بيلي كيمبر ورجاله البيكي بلايندرز، لكن تومي يقنعهم بتوحيد قواهما في قتال عائلة لي.                                                                        |              |          |              |                        |                    |                                             |
| 3 | 3            | الحلقة 3 | أوتو باثورست | ستيفن نايت             | 26 سبتمبر 2013     | 2.20                                        |
| يتزوج آدا وفريدي؛ تعطيهم بولي المال لمغادرة البلاد. علي الرغم من جهود تومي الحثيثة للحفاظ علي سرية الأسلحة، يستمر الناس في اكتشافها، بما في ذلك اثنان من أعضاء الجيش الجمهوري الإيرلندي. سمعتهم غريس وهم يحاولون ابتزاز تومي وتتبع أحدهم، لكنه هاجمها. تمكنت غريس من إطلاق النار علي مهاجمها ميتًا دفاعًا عن النفس. يحذر تومي بيلي كيمبر من أن عائلة لي سوف يسرقون مرة أخري وكلاء مراهنات بيلي كيمبر في السباقات. يقوم تومي بإحضار غريس كرفيقته إلي سباقات شلتنهام في محاولة لإلهاء بيلي كيمبر وإقناعه بأنه ينبغي أن يستأجر البيكي بلايندرز كأمن له. يوافق بيلي كيمبر علي قضاء بعض الوقت بمفرده مع غريس، وهو ما يوافق عليه تومي. في اللحظة الأخيرة، غير رأيه وادعي أن غريس في الواقع هي عاهرة مُصابة بمرض الزهري. يقرر فريدي أن تومي لن يخيفه ويعود. |              |          |              |                        |                    |                                             |
| 4 | 4            | الحلقة 4 | توم هاربر    | ستيفن نايت، ستيفن راسل | 3 أكتوبر 2013      | 2.31                                        |
| يجعل تومي عمله مشروعًا من خلال الحصول على رخصة مراهنة. علي الرغم من أنه لا يثق بها تمامًا ويشك فيها، إلا أن تومي يعين غريس كسكرتيرة له. يدعو جون العصابة معًا ليخبرهم أنه يريد الزواج من ليزي ستارك، عاهرة محلية. لا يوافق تومي لأنه لا يعتقد أن ليزي قد تخلت عن مهنتها السابقة. وتأكدت شكوكه عندما طلب خدماتها كاختبار ووافقت. تسرق عائلة لي وكر القمار الخاص بـالبيكي بلايندرز انتقامًا من قيام البيكي بلايندرز بحماية وكلاء مراهنات بيلي كيمبر في السباقات. يقرر تومي عقد هدنة مع عائلة لي حتى يكون لديه حليف ضد بيلي كيمبر ويُزوج جون من إسمي ابنة الليز لتأمين الاتفاقية. تأتي آدا إلي حفل الزفاف لكنها بعد فترة وجيزة تدخل في المخاض. يأتي فريدي لرؤية الطفل الجديد ولكن يتم القبض عليه عندما يظهر. |              |          |              |                        |                    |                                             |
| 5 | 5            | الحلقة 5 | توم هاربر    | ستيفن نايت، توبي فينلي | 10 أكتوبر 2013     | 2.03                                        |
| معتقدة أن تومي قد خان فريدي، لا تريد آدا رؤية عائلة شيلبي أو التحدث إليها. يعود آرثر شيلبي الأب (تومي فلانغان)، والذي هجر عائلة شيلبي قبل عقد من الزمن، إلي المدينة. لا يريد تومي أن يفعل شيئًا معه، لكن يعتقد آرثر أنه قد تغير. يعطي آرثر الأب مبلغًا كبيرًا من المال لبناء فنادق في الولايات المتحدة، فقط لكي يهرب آرثر الأب به. يبدأ أحد أعضاء الجيش الجمهوري الإيرلندي في الاستفسار عن الرجل الذي قتلته غريس. يقتل تومي وغريس أعضاء الجيش الجمهوري الإيرلندي الآخرين. الآن في حالة حب مع تومي، تخبر غريس المفتش كامبل أنها إذا أخبرته بمكان الأسلحة، فيجب عليه ترك تومي وعائلة شيلبي بمفردهم. تشتبه في أن الأسلحة مدفونة في قبر مزيف بعد أن اكتشفت أن داني لم يمت حقًا. تتخلي غريس عن الموقع للمفتش كامبل وتستقيل من خدمتها للتاج. يقترح المفتش كامبل الزواج، وهو ما ترفضه غريس. يُكمل تومي وغريس علاقتهما، والتي شهدها المفتش كامبل سرًا. يحاول آرثر الانتحار بشنق نفسه، لكنه ينجو عندما ينقطع الحبل عن خطافه. |              |          |              |                        |                    |                                             |
| 6 | 6            | الحلقة 6 | توم هاربر    | ستيفن نايت             | 17 أكتوبر 2013     | 2.24                                        |
| يؤكد المفتش كامبل لتشرشل أنه يجب الثناء علي غريس لدورها في العثور علي الأسلحة المفقودة. تلتقي بولي مع غريس لتكشف أنها تعرف سر غريس وأنها لن تسامحها أبدًا. تُخرج عصابة البيكي بلايندرز، بقيادة داني، فريدي من السجن. يجمع تومي عصابة البيكي بلايندرز وعائلة لي لمواجهة رجال بيلي كيمبر في المسارات، لكن بيلي كيمبر يفاجئ البيكي بلايندرز ويفوقهم عددًا بمواجهتهم في المنزل. يساعد فريدي البيكي بلايندرز بإخراج مدفع رشاش من الأسلحة المسروقة، لكن آدا تقفز في منتصف المواجهة محاولةً إحلال السلام. يفتح بيلي كيمبر النار علي البيكي بلايندرز، مما يؤدي إلي مقتل داني وإصابة تومي. يطلق تومي، بدوره، النار علي بيلي كيمبر ويقتله. يلتقي تومي بغريس وتخبره أنها تحبه وستذهب إلي لندن لبضعة أيام؛ لديها فكرة عن كيف يمكن أن يكونا معًا. يكتب تومي خطابًا ويقلب عملة معدنية ليقرر ما إذا كان سيذهب مع غريس. عندما يحدث هذا، يواجه المفتش كامبل غريس في محطة السكة الحديد ويوجه مسدسه نحوها. مع تلاشي المشهد، هناك طلقة نارية. |              |          |              |                        |                    |                                             |

## الإنتاج
صُور المسلسل في برمنغهام، وبرادفورد، ودودلي، وليدز، وليفربول، وبورت صنلايت. صُور تسلسل السكك الحديدية ما بين كيغلي وداممس، وقد تم الاستعانة بعربات من متحف إنغرو للسفر بالسكك الحديدية وعربات من لانكشاير ويوركشاير ترست للسكك الحديدية. صُورت العديد من مشاهد المسلسل في متحف بلاك كونتري ليفينغ.
استعان سام نيل، وُلِد في أولستر ونشأ في نيوزيلندا، بمساعدة الممثلين الأيرلنديين الشماليين جيمس نسبيت وليام نيسون لمساعدته علي استعادة لهجته الأيرلندية الشمالية المفقودة لدور سي.آي. كامبل. في النهاية، كان عليه أن يخفف من حدة اللهجة منذ أن تم تسويق المسلسل في الولايات المتحدة.

### طاقم العمل
المسلسل إنتاج مشترك ما بين ثلاث شركات هي كارين مانداباك برودكشنز، وتايغر أسبيكت برودكشنز، وسكرين يوركشاير. حصل كل من ستيفن نايت، وستيفن راسل، وتوبي فينلي علي اعتمادات الكتابة في الموسم الأول. وأخرج أوتو باثورست أول 3 حلقات من الموسم، بينما أخرج توم هاربر الحلقات الثلاثة الباقية. كانت كاتي سويندن منتجة لهذا الموسم، كما كان كل من جيمي غلازبروك، وكارين مانداباك، وستيفن نايت، وفريث تيبلادي، وماثيو ريد، وغريغ برينمان، وهوغو هيبل منتجين تنفيذيين للموسم.

## الاستقبال النقدي
حمل الموسم الأول تقييم 88% علي موقع روتن توميتوز من 16 ناقد، مع إجماع نقدي يقول "يتحرك بيكي بلايندرز بسرعته الخاصة، ويأخذ وقته لإنشاء صورة دموية ووحشية بقدر ما لبريطانيا ما بعد الحرب بينما هو شيق بشكل مثير للإعجاب." أعطت سارة كومبتون من التلغراف للموسم الأول تقييم 4/5 وأشادت به قائلةً "بداية سحرية ... لقد أخذوا توقعاتنا وأربكوها ... هذا أصلي ومثير للاهتمام بدرجة كافية لجعلك ترغب في مواصلة المشاهدة." اعتقد أليكس فليتشر من ديجيتال سباي أن "بيكي بلايندرز بدأ حادًا مثل سهم. لا يوجد خيط قصة يبدو وكأنه عائق." وصف دن أوف جيك الموسم الأول بأنه "أكثر دراما لبي بي سي ذكاءً، وأناقةً، وجاذبيةً علي مر السنوات". قال هيو ديفيد الناقد بكالت تي في تايمز عن الموسم الأول إنه "ذلك الوحش النادر بشكل متزايد، فهو لا يستحق الدفع فحسب، بل إنه ينجح في تحديد العديد من معايير التصنيف – الدراما العهدية، وملحمة العصابات، ونجم سينما يدير – ومع ذلك يتعارض مع كل هذه المعايير في أكثر الطرق إثارة للاهتمام." لخص ديفيد رينشو من صحيفة الغارديان الموسم الأول بأنه "قصة مُلفتة للإنتباه وسريعة الوتيرة عن رجال عصابات برمنغهام بعد الحرب العالمية الأولي"، مشيدًا بمورفي وواصفًا إياه بأنه "تومي شيلبي الرائع جدًا دائمًا" وبقية الممثلين علي "أدائهم القوي". قال مايك هيل من صحيفة النيويورك تايمز عن الموسم الأول إنه "مسلسل متعلم وأحيانًا رائعًا ... لكن بالنسبة لأوبرا صابون ممتدة ... فإنه لا يحتوي علي ما يكفي من الإثارة." وقال بريان لوري من مجلة فارايتي عنه "جهد محترم لكنه بارد، جيد لأولئك الذين يختارون استثمار الوقت لكن خسارة بالكاد ينبغي للمرء أن يغض الطرف عنها."

## إصدارات الفيديو المنزلي
تم إصدار الموسم الأول علي الدي في دي بالمنطقة 2 في 21 أكتوبر 2013 وتم إصداره علي البلو راي بالمنطقة بي في نفس اليوم.

## وصلات خارجية
- قائمة حلقات بيكي بلايندرز  على قاعدة بيانات الأفلام على الإنترنت